# Viaduc des Arts
Viaduc des Arts (česky Viadukt umění) je bývalý železniční viadukt v Paříži ve 12. obvodu podél Avenue Daumesnil. Byl postaven v roce 1859 pro železniční trať z města Vincennes. Dnes jsou v jeho obloucích vybudovány umělecké ateliéry a dílny a na jeho povrchu vede park Promenade plantée.

## Historie
Železnice spojující stanici Bastille a údolí řeky Marny byla postavena v letech 1859-1892. V Paříži měla stanici ve čtvrti Bel-Air, kde dnes stojí stejnojmenná stanice metra. V roce 1969, po zahájení provozu linky RER A byla železnice v úseku Paříž-Vincennes zrušena. Během 80. let byla oblast zastavěna. V roce 1984 bylo nádraží Bastille zbořeno, aby na jeho místě mohla být postavena Opéra Bastille otevřená roku 1989. V roce 1986 vznikl projekt na parkovou úpravu okolí a byl přijat projekt Promenade plantée na místě bývalých kolejí mezi Bastilou a Porte de Montempoivre. V roce 1990 se pařížská radnice rozhodla viadukt zrenovovat a najít pro něj nové využití. Byly proto obnoveny oblouky viaduktu, které byly přeměněny na umělecké ateliéry, kavárny a obchody. Stavbu z červených cihel a kamene restauroval architekt Patrick Berger, který každý oblouk (kromě těch, které slouží k průchodu) zasklil velkými okny v dřevěných rámech. Rekonstrukce skončila v roce 1994.

## Sídlící ateliéry
V obloucích sídlí přes 50 uměleckých dílen, např.:
- Vertical – moderní rostlinné sochy
- Atelier Camille Le Tallec – ručně malovaný porcelán
- Atelier Fleur d'art Guillet – umělé květiny pro haute couture
- Ateliers du Temps Passé – restaurování obrazů a polychromovaných uměleckých předmětů
- Aurélie Cherell – ženská móda prêt-à-porter a svatební šaty
- Créations Cherif – současný design
- Atelier Michel Fey – kožené výrobky
- Le Bonheur des Dames – výšivky
- Tissus Malhia Kent – výroba látek pro haute couture
- Aisthesis – restaurování nábytku
- Atelier Guigue Locca – restaurování a výroba nábytku a obrazů
- Verrerie de l'Opéra – výrobky z foukaného skla
- Roger Lanne Luthier – výroba a restaurování houslí a violoncell
- Atelier du cuivre et l'argent – zlatnictví
- Académie du Viaduc des Arts – výukový umělecký ateliér
- Matières – dekorativní malby a výrobky z tepaného kovu